# 島根県道193号乃木停車場線
島根県道193号乃木停車場線（しまねけんどう193ごう のぎていしゃじょうせん）は、島根県松江市を通る一般県道である。

## 概要
JR西日本山陰本線 乃木駅から島根県道24号松江木次線旧道・島根県道263号浜乃木湯町線交点に至る。

### 路線データ
- 起点：松江市浜乃木2丁目（JR西日本山陰本線 乃木駅前）
- 終点：松江市浜乃木2丁目（島根県道24号松江木次線旧道・島根県道263号浜乃木湯町線交点）

## 歴史
- 1958年（昭和33年）6月13日 - 島根県告示第525号により認定される。
- 1972年（昭和47年）頃 - 現行の県道番号に変更される。

## 地理

### 通過する自治体
- 松江市

### 交差する道路
| 交差する道路                                                 | 交差する場所 | 交差する場所 |
| ------------------------------------------------------------ | ------------ | ------------ |
| 島根県道24号松江木次線 / 旧道 島根県道263号浜乃木湯町線 重複 | 浜乃木2丁目  | 終点         |

### 沿線
- JR西日本山陰本線 乃木駅